# Босанка (Дубровник)
Босанка је насељено место у саставу града Дубровника, Дубровачко-неретванска жупанија, Република Хрватска.

## Име
Име Босанка, своје топонимско порекло вуче из 14. века. Име се тумачи тада развијеном караванском трговином, коју је Дубровник одржавао са унутрашњошћу, нарочито Босном. Каравани су ноћили на погодним местима, у близини тзв. „дубровачког друма“. Село Босанка у природној долини управо је било такво место трговцима из Босне, одакле насеље и вуче свој корен.

## Географија
Босанка се налази на североисточној падини брда Срђ изнад Јадранске магистрале, 4 km од Дубровника у брдској удолини.
Уским вијугавим асфалтним путем, који води од Јадранске магистрале до врха брда Срђ, Босанка је повезана са Дубровником на југу те истим тим путем према северу са насељем Бргат.

## Историја
До територијалне реорганизације у Хрватској налазила се у саставу старе општине Дубровник. Као самостално насељено место, Босанка постоји од пописа 2001. године. Настало је издвајањем дела насеља Дубровник.
Насеље Босанка је некада било војни логор аустријске војске са коњушницом и малом касарном, која је заједно са тврђавом Империал на Срђу, те бројним мањим тврђавама разбацаним по падинама брда (Стринчера, Жарковица) чинила једну целину. Остаци овог логора постоје и данас.

## Становништво
На попису становништва 2011. године, Босанка је имала 139 становника. За национални састав 1991. године, погледати под Дубровник.
| Број становника по пописима | Број становника по пописима | Број становника по пописима | Број становника по пописима | Број становника по пописима | Број становника по пописима | Број становника по пописима | Број становника по пописима | Број становника по пописима | Број становника по пописима | Број становника по пописима | Број становника по пописима | Број становника по пописима | Број становника по пописима | Број становника по пописима | Број становника по пописима |
| --------------------------- | --------------------------- | --------------------------- | --------------------------- | --------------------------- | --------------------------- | --------------------------- | --------------------------- | --------------------------- | --------------------------- | --------------------------- | --------------------------- | --------------------------- | --------------------------- | --------------------------- | --------------------------- |
| 1857                        | 1869                        | 1880                        | 1890                        | 1900                        | 1910                        | 1921                        | 1931                        | 1948                        | 1953                        | 1961                        | 1971                        | 1981                        | 1991                        | 2001                        | 2011                        |
| 67                          | 0                           | 74                          | 72                          | 72                          | 81                          | 99                          | 0                           | 0                           | 74                          | 80                          | 77                          | 0                           | 0                           | 101                         | 139                         |

Напомена: У 1869, 1931, 1948, 1981. и 1991. подаци су садржани у насељу Дубровник. У 2001. настало издвајањем из насеља Дубровник. Од 1857. до 1921. исказивано као насеље.